# كبريتيد ثوريوم رباعي
 كبريتيد ثوريوم رباعي  (بالإنجليزية:  Thorium(IV) sulfide )‏ مركب كيميائي له الصيغة ThS2 ، ويكون على شكل بلورات بنية غامقة .